# أولاد سي عيسى (رأس العين الشاوية)
أولاد سي عيسى هي إحدى مشيخات المملكة المغربية، تتبع جغرافيا لإقليم سطات وإداريًا لرأس العين الشاوية. يقدر عدد سكانها بـ 4700 نسمة حسب الإحصاء الرسمي للسكان والسكنى لسنة 2004.